# Bifaxaria
Bifaxaria is een geslacht van mosdiertjes uit de  familie van de Bifaxariidae en de orde Cheilostomatida

## Soorten
- Bifaxaria bicuspis Gordon, 1993
- Bifaxaria bilabiata Harmer, 1957
- Bifaxaria compacta Gordon, 1993
- Bifaxaria gracilis Gordon, 1993
- Bifaxaria menorah Gordon, 1993
- Bifaxaria modesta Gordon, 1993
- Bifaxaria multicostata Gordon, 1993
- Bifaxaria submucronata Busk, 1884

Niet geaccepteerde soorten:
- Bifaxaria abyssicola Busk, 1884 → Diplonotos abyssicolus (Busk, 1884)
- Bifaxaria corrugata Busk, 1884 → Domosclerus corrugatus (Busk, 1884)
- Bifaxaria denticulata Busk, 1884 → Sclerodomus denticulatus (Busk, 1884)
- Bifaxaria gemella Harmer, 1957 → Raxifabia gemella (Harmer, 1957)
- Bifaxaria laevis Busk, 1884 → Raxifabia laevis (Busk, 1884)
- Bifaxaria lagaaiji d'Hondt, 1975 → Pseudosclerodomus lagaaiji (d'Hondt, 1975)
- Bifaxaria longicaulis Harmer, 1957 → Raxifabia longicaulis (Harmer, 1957)
- Bifaxaria minuta Busk, 1884 → Raxifabia minuta (Busk, 1884)
- Bifaxaria papillata Busk, 1884 → Diplonotos papillatus (Busk, 1884)
- Bifaxaria redieri d'Hondt, 1975 → Pseudosclerodomus redieri (d'Hondt, 1975)
- Bifaxaria reticulata Busk, 1884 → Pseudosclerodomus reticulatus (Busk, 1884)
- Bifaxaria vagans Thornely, 1912 → Vix vagans (Thornely, 1912)